# Women's Finalissima
De Women's Finalissima is een supercup voor damesvoetbal, georganiseerd door CONMEBOL en UEFA en betwist door de winnaars van de Copa América voor vrouwen en het EK voor vrouwen. De wedstrijd wordt iedere vier jaar gespeeld en is het equivalent van de CONMEBOL–UEFA Cup of Champions voor vrouwen. De wedstrijd werd aangekondigd in 2022 als onderdeel van een hernieuwde samenwerking tussen CONMEBOL en UEFA.

## Resultaten
| Jaar | Winnaar  | Score        | Tweede   | Stadion         | Locatie          | Aantal toeschouwers |
| ---- | -------- | ------------ | -------- | --------------- | ---------------- | ------------------- |
| 2023 | Engeland | 1–1 4–2 n.p. | Brazilië | Wembley Stadium | Londen, Engeland | 83.132              |